# Mo Johnston
Pour les articles homonymes, voir Johnston.
Maurice John Giblin « Mo » Johnston, né le 13 avril 1963 à Springburn, un quartier de Glasgow (Écosse), est un footballeur international écossais, qui jouait au poste d'attaquant. 
Johnston a marqué quatorze buts lors de ses trente-huit sélections avec l'équipe d'Écosse entre 1984 et 1992. Il a marqué 310 buts en 529 matchs au niveau professionnel. Il fait partie du Scottish Football Hall of Fame, depuis 2009, lors de la sixième session d'intronisation.

## Biographie
Joueur reconnu en Écosse, il signe en juin 1987 au FC Nantes. Mais en dépit de bonnes statistiques personnelles, trente-deux matches et treize buts lors de sa première saison et trente-quatre matches et neuf buts la saison suivante, Mo Johnston ne décroche aucun titre avec le club nantais.
Son meilleur match durant sa période nantaise, il le réalise le 8 mars 1989 à Hampden en inscrivant les deux buts de la victoire (2-0) de l'équipe d'Ecosse contre la France dans le cadre des éliminatoires de la Coupe du monde 1990. Un exploit qui lui permettra de disputer le Mondial italien en juin 1990.
En juin 1989, son transfert aux Rangers, alors qu'il avait joué pour le Celtic de 1984 à 1987 a fait couler beaucoup d'encre. En deux saisons avec les Rangers, il a remporté deux titres de champion d'Écosse et inscrit 46 buts en 100 rencontres.

## Palmarès

### En club
- Champion d'Écosse en 1986 avec le Celtic de Glasgow et en 1990 et en 1991 avec les Glasgow Rangers
- Vainqueur de la Coupe d'Écosse en 1985 avec le Celtic de Glasgow
- Vainqueur de la Coupe MLS en 2000 avec les Kansas City Wizards

### EnÉquipe d'Écosse
- 38 sélections et 14 buts entre 1984 et 1992
- Participation à la Coupe du Monde en 1990 (Premier Tour)

## Carrière d'entraîneur et de manager
- Entraîneur-adjoint des Wizards de Kansas City de 2001 à 2003 et des MetroStars de 2003 à 2005
- 2005-2006 : MetroStars / Red Bulls de New York ( États-Unis)
- 25 août 2006 au 1er février 2008: Toronto FC ( Canada)
- Manager du 1er février 2008 au 10 septembre 2010 : Toronto FC ( Canada)